# Neodexiopsis genupuncta
Neodexiopsis genupuncta är en tvåvingeart som först beskrevs av Stein 1904.  Neodexiopsis genupuncta ingår i släktet Neodexiopsis och familjen husflugor.
Artens utbredningsområde är Peru. Inga underarter finns listade i Catalogue of Life.